# Podopholis
Podopholis is een geslacht van kevers uit de familie bladsprietkevers (Scarabaeidae). Het geslacht werd voor het eerst wetenschappelijk beschreven in 1915 door Moser.

## Soorten
- Podopholis aciculata Moser, 1915